# 壯志凌雲 (1957年電影)
《壯志凌雲》（英語：The Spirit of St. Louis），1957年上映的美國電影。該片是查爾斯·林白的傳記電影，由比利·懷德執導，詹姆斯·史都華主演，片名取自林白挑戰飛越大西洋時所駕駛的座機──聖路易精神號──之名。
《壯志凌雲》得到1958年奧斯卡金像獎的奧斯卡最佳特殊效果獎提名，也得到當年《時代雜誌》的正面評價。2006年，該片被美國電影學會選為百年來最偉大的勵志電影第69名。
此片上映時間，選在林白飛越大西洋30週年。
演員詹姆斯·史都華是真實的空軍英雄，後來與查爾斯·林白相同，都官拜美國空軍准將。

## 外部連結
- The Spirit of St. Louis（IMDb網站） （页面存档备份，存于）
- The Spirit of St. Louis DVD
- NY Times 1957 Bosley Crowther Review
- Article at Turner Classic Movies website （页面存档备份，存于）